# 特雷西·麦克格雷迪

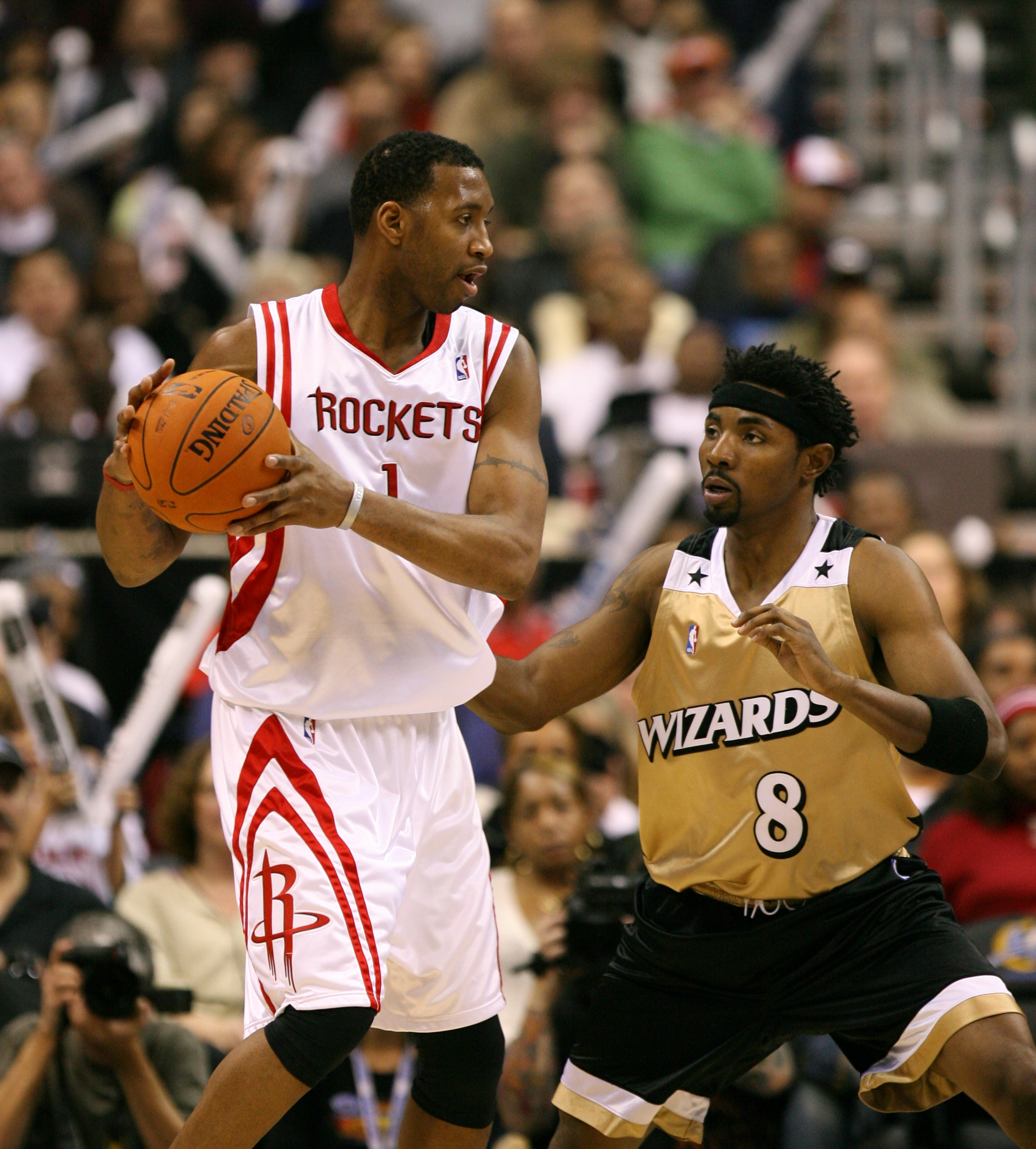
特雷西·麦克格雷迪（左）

小崔西·拉瑪爾·麥葛瑞迪（英語：Tracy Lamar McGrady Jr.，1979年5月24日—），綽號T-Mac，常称麥迪，也有中文媒体译作麦蒂、麦格雷迪，前美國職業籃球运动員，司職得分後衛及小前鋒。
麦克格雷迪曾经連續七次入選到全明星陣容，連續兩次獲得NBA得分王頭銜，在1997年至2004年的七年時間裡曾效力於多倫多暴龍隊和奧蘭多魔術隊，在2004-2005賽季轉會到休斯敦火箭隊，與來自中國的球員姚明組成姚麥組合，並在2004年12月9日主場迎戰馬刺隊的一場比賽中上演35秒13分的逆轉時刻。
2010年2月19日，在一笔涉及九人的三方交易中被交易到纽约尼克斯隊。2010年8月10日以自由球員身份簽約底特律活塞隊。2011年12月8日，再次以自由球員身份簽約亞特蘭大老鷹隊。2012年，麦克格雷迪离开NBA，加盟了中国篮球职业联赛球队青岛双星。2013年4月16日，麦克格雷迪与圣安东尼奥马刺队签约征战季后赛。2013年8月26日，麦克格雷迪宣布正式从NBA退役。
2014年，與美國獨立聯盟糖城蚊子隊（Sugar Land Skeeters）簽約，成為職業棒球員。目前，麦克格雷迪已宣佈從棒球界退役，不會參加以后的棒球聯賽。
2017年9月9日，正式成為奈史密斯籃球名人紀念堂的一員。

## 童年时期
1979年5月24日，麦克格雷迪出生于美国佛罗里达州巴托市，他的母亲梅兰妮斯·威尔福德当时刚刚高中毕业，而麦迪的父亲尽管关心着麦克格雷迪，但是他并没有每天陪伴在儿子身边。为了寻求支援，麦迪的母亲梅兰妮斯跑到了巴托市北面的奥博戴尔找麦迪的外婆罗伯塔帮忙照顾麦迪。共同承担起了麦迪的抚养权。麦迪把母亲和外婆都叫做“妈妈”。
但他的童年衣食无忧，母亲和外婆给了他成长中所需的一切。梅兰妮丝那时每天清早乘车去奥兰多，在迪士尼世界旅馆里做服务员。她辛苦工作，尽量让儿子不缺衣服——这可不是一个容易的任务。只要有时间，她就会给麦克格雷迪做他最喜欢吃的食物——意大利面，而且要加上外婆做的肉酱。麦蒂外婆罗贝塔也外出工作，贴补家用，在一家工厂看门。罗贝塔是个钓鱼好手，麦克格雷迪一家的晚餐中时常有她在附近池塘里钓来的鲜鱼。和许多南方黑人家庭一样，麦克格雷迪一大家子亲戚不少。多年后他回忆说，每次过生日，至少都能从亲戚那里收到100美元的红包。
麦克格雷迪很小就表现出了运动天赋。他最先迷上的并不是篮球，而是棒球。少年麦克格雷迪长得高瘦结实，他是一名快速有力的击球手，跑垒也十分强劲。很快，他成为了奥本谷当地的棒球小明星。在9岁的时候拿到了州棒球比赛的冠军。当人们都以为麦克格雷迪会朝着职业棒球选手的道路迈进时，篮球开始占据他的生活。麦克格雷迪经常和朋友们一起打篮球，但他并不把篮球看得十分重要。这一切直到1993年才开始改变。

## 高中生涯
1993年，安芬尼·哈达威被金州勇士队以“探花秀”的身份选中，并在选秀大会现场交易给了奥兰多魔术队。于是，麦克格雷迪的热情以不可想象的速度从棒球转移到了篮球上，他开始以哈达威为目标人物，效仿他在比赛中的一招一式，每天都要练习到精疲力尽为止，而那时，他的身高已经长到了1.93米。不过在奥本戴尔高中的最初两年时间里，麦克格雷迪的运气并不太好。教练泰·威利斯对麦克格雷迪并不信任，对他的使用也保守。直到高中三年级的时候，麦克格雷迪平均每场比赛可以拿下23分和12个篮板，这种近乎疯狂的赛场表现吸引了很多大学教练和球探的注意。
麦克格雷迪因为把精力全部放在练球上，他的学业近乎荒废掉了。他同时还是一个懒散消极的学生，几乎每天上课都要迟到。而在被班任老师告了一状后，麦克格雷迪被篮球队劝退了。而这件事情的直接后果是，最初那些十分看好麦克格雷迪的全美大学校队都终止了对他的进一步考察，当时只有迈阿密和佛罗里达的大学和他谈到了奖学金的问题，但他们也都不愿对麦克格雷迪承诺更多。
好在困境中的麦迪，还是有几个颇具影响力的朋友的。其中一位就是艾尔维斯·史密斯，此人是麦迪在AAU的教练，同时也是阿迪达斯的街头代理商。1996年的夏天，史密斯为麦迪争取到了阿迪达斯公司在新泽西州Fairleigh Dickinson大学举办的著名的ABCD夏季训练营的邀请函。初入训练营的麦迪岌岌无名，当时最出名的是技术细腻可以从控卫打到中锋的全能左手将——拉玛尔·奥多姆。当与奥多姆在比赛中对位时，麦迪压倒性的优势马上吸引了大家的目光。之后，在训练营的高水准比赛中，以一记极具爆发力的风车灌篮证明了自己作为全美最具潜力运动员的浑厚实力。
由于奥本戴尔高中对麦迪的治学态度持疑，史密斯为他寻觅了另一所高中。两人在北卡莱罗纳州达拉谟的蒙特赛昂基督学校安顿下来。由于主教练乔尔·霍普金斯执教有方，该校的全能勇士队一直是国内的劲旅。霍普金斯教练脾气暴躁纪律严明，喜欢被人冠以“黑人版鲍勃·奈特”的绰号。史密斯料定麦迪会从主教练严谨的球风中受益，于是极力说服他加盟蒙特赛昂基督学校。
作为麦当劳全美第一队成员，麦迪率领蒙特赛昂基督学校一路攀升到全国实力排名的第二位，并被《今日美国》评为“年度最佳高中球员”，同时还被美联社评为“北卡莱罗纳州年度最佳球员”。他在1996-97赛季的数据（27.5分8.7篮板2.8抢断）吸引了每一位大学篮球队的主教练的瞩目。他的名气不及奥多姆，但已经超越巴蒂尔、阿泰斯特和费兹等球员。由于对肯塔基大学和里克·皮特诺教练情有独衷，麦迪似乎即将加入野猫队。
不过随后NBA超级球探——马蒂·布雷克传出了麦迪已被几支NBA球队列为首轮选秀的球员。要知道在那年的选秀中，只有邓肯和范霍恩将铁定获得乐透签，除此之外别无他人。在史密斯和霍普金斯教练的建议下，麦迪决定跳过大学，直接到NBA选秀大会上试试运气。
高中时代的麥葛雷迪，在学校可以出任5个不同的位置，并且受到媒体的关注，他的名字频频在《今日美國》和美聯社等权威媒体亮相。在高中的最后一年，被今日《美国》评为年度最佳球员，另外还被美联社评选为北卡罗来那州年度最佳高中球员，在高中时代的出色表现引起了诸多NBA球探的注意，最终使得麥葛雷迪直接从高中进入NBA，成為NBA第八位高中生球員。

## 职业生涯

### 多倫多暴龍隊（1997年-2000年）
1997年，麦克格雷迪被多倫多暴龍隊以第一輪第九順位選中，開始其NBA職業生涯。儘管其運動能力十分優秀，但经验的缺失和球技的粗糙导致他不得不多以替补身份出场。球队频繁的伤病和人事变动导致当初力排众议选中他的总经理伊塞亚·托马斯和曾质疑他职业操守并扬言他”在NBA不可能呆满2年”的主教练达雷尔·沃克在赛季中期因战绩糟糕双双下课。接手的新任主教练布奇·卡特对这位高中生新人有着近乎严苛的标准，他要求麦迪在训练中展现更突出的表现，如此这般自己才会给他球队的先发位置。卡特教练严厉中透着宽容的执教手段正是麦迪所希望遇到的，他将教练亲切地称呼为“布奇叔叔”，而且对他的教导言听计从，卡特教练也用赛季末的连续11场首发机会嘉奖麦迪取得的进步。最後麦克格雷迪以場均7.0分、4.2篮板1.5助攻結束該賽季。
1998-99赛季，麦克格雷迪開始受人矚目，但並非因為其場上的表現，而是由於暴龍隊於1998年選秀大會中用第四顺位选中安托万·贾米森后向下交易換來了第五顺位的文斯·卡特，而卡特正是麦克格雷迪的远房表亲（后来根据两人描述，确切关系应为卡特的曾祖父或外曾祖父是麦迪祖母或外祖母的兄弟，所以严格意义来说两人虽年龄相仿，但实际是远房表叔侄）。文斯·卡特一进入联盟便以劲爆的灌篮表演成为当红炸子鸡，并且荣获年度最佳新秀，他出色的表現和两人位置上的重叠，蓋過了麦克格雷迪的努力。该季麦迪上场时间较上季略有提升，但49次出场中仅有2场进入首发，场均得到9.3分、5.7篮板和2.3助攻。
1999-2000赛季，麦克格雷迪的表現令人眼前一亮，场均数据提升至15.4分、6.3篮板和3.3助攻，并取得职业生涯新高的1.9次盖帽，在该赛季最佳第六人和进步最快球员的评选中均位列前茅，全明星周末后更是彻底坐稳了球队的先发小前锋位置。加上文斯·卡特持續出色的表現，兩人合力帶領球隊取得45勝37負的成績，順利躋身隊史首次的季後賽，這亦是暴龍隊自1995年創隊以來取得的最好成績。虽然季后赛首轮被纽约尼克斯队横扫出局，但文斯·卡特與麦克格雷迪在場上甚有默契的搭配，加上當時公牛的迈克尔·乔丹與皮蓬剛剛拆伙，令人開始期待文斯·卡特與麦克格雷迪成為公牛二人組的接班人。然而，由於麦克格雷迪的新秀合約即將結束，加上他與球队管理层不和，同時傳聞他不甘心當卡特身邊的皮蓬，不想在文斯·卡特的陰影下打球，因此亟欲離開多倫多。赛季一结束，魔术、热火、公牛、76人等队立刻就对即将成为自由球员的麦迪展开了猛烈的追求。最后奧蘭多魔術隊以準備簽下格蘭特·希爾（Grant Hill）、蒂姆·鄧肯（Tim Duncan），再加上他组成三巨头的建队思路打动了麦迪，同时奥兰多所在的佛罗里达州也是麦迪的家乡，前魔术队球星“便士”哈达威更是麦迪的偶像，於是经三方讨论同意后，暴龍隊将麦克格雷迪先签后换交易至奧蘭多，換來一個2005年的第一輪選秀權。

### 奥兰多魔术隊（2000年-2004年）
2000年夏天，麦克格雷迪以7年9300万的高薪加盟魔術隊，本欲與格蘭特·希爾、蒂姆·鄧肯組成儌視東區的三巨頭組合，可惜鄧肯最後回心轉意，決定留在聖安東尼奧，結果只能與希爾組成雙子星。賽季初期，希爾的腳傷復發，整賽季只上陣四場，最終變成了由麦克格雷迪獨挑大樑的局面。然而，這反而激發起麦迪的鬥志，2000-01賽季以平均26.8分、7.5籃板和4.6助攻的數據，榮獲NBA進步最快球員獎，並入選NBA最佳陣容第二隊。而他在該賽季的平均得分排列全聯盟第七，更是創造了當時NBA歷史上21歲以下球員的最高平均得分紀錄。魔术以43胜39负，东区第七战绩杀入季后赛，首轮面对东区第二的密尔沃基雄鹿，在0比2落后的情况下，第三场麦迪狂砍42分8篮板10助攻，率领魔术扳回一城，但无奈两队实力差距过大，最后1比3被雄鹿淘汰。
2000年11月5日。魔术对76人的比赛中，当比赛还剩6分26秒时，麦克格雷迪的投篮被76人斯诺犯规，麦克格雷迪对斯诺说了些什么，斯诺就用手指着小麦的胸膛，后者勃然大怒，双手猛推斯诺的脸，于是双方一起被罚出场。最后，麦克格雷迪被禁赛一场，职业生涯第一次被禁赛。
2001-02赛季，麦克格雷迪的場均得分稍有回落，下降至25.6分，但身手更為全面，取得7.9籃板、5.3助攻、1.6抄截以及1.0阻攻的成績，除在得分榜上排名第四外，該賽季也是麦克格雷迪第一次躋身NBA最佳陣容第一隊。魔术44胜38负排名东区第五，在季后赛首轮1比3被夏洛特黄蜂淘汰。
2002-03赛季，麦克格雷迪迎来了职业生涯的巅峰，第一次成為聯盟得分王，以32.1分的成績，壓倒了整賽季緊隨其後的高比·拜仁30.0分，成為NBA歷史上第一位高中生得分王。這是自從1974至75年傳奇球星鮑勃·邁克阿杜之後，能夠達到平均逾30分的最年輕球員。而他也順理成章成為NBA最佳陣容第一隊的成員，在NBA最有價值球員的投票中也連續第二年排名第四。值得一提的是，該年T-Mac的PER效率值更是與顛峰時期的Jordan同等級。季后赛首轮，魔术以东区第八的身份挑战东区第一的活塞，前两场麦迪分别砍下43分和46分，延续了自己常规赛的火热表现，魔术也以3比1取得赛点（该赛季是NBA首次将季后赛首轮改为七场四胜制），离历史第三次黑八奇迹仅一步之遥。麦迪在第四场比赛后接受采访表示“马上要进入第二轮的感觉真好”，这一言论激发了活塞全队上下的怒火，随后活塞连下三城完成逆转淘汰魔术，麦迪连续第四年止步首轮。
2003-04赛季，麦克格雷迪以场均28.0分蟬聯得分王，成為NBA史上第三年輕能夠連續兩年或以上成為得分王的球員，同時也是史上第九位能夠連續兩年成為得分王的球員。該賽季他面對華盛頓巫師時，獲得62分創下了魔術隊史紀錄，也是個人職業生涯的最高分。但由于球队大规模出现伤病，魔术管理层在开赛遭遇19连败后，解雇了主教练道格•里弗斯，并决定放弃该赛季，转向摆烂争夺下赛季选秀大会的状元签，魔术最后以21胜61负排名东区垫底。
在奧蘭多的四個賽季裏，麦克格雷迪不斷挑戰得分紀錄，並獨力帶領球隊前進。可惜，四年内三次进入季後賽均止於第一輪，最後一年更是創下21勝61負的東區最差戰績（並因此獲得2004年的狀元簽），讓人對其領導能力產生了許多疑問，於是開始有人提出交易麦克格雷迪的建議。終於在2004年6月29日選秀會舉行當天，魔術把他與朱萬·霍華德（Juwan Howard）、里斯·蓋恩斯（Reece Gaines）及泰倫·魯（Tyronn Lue）送往休斯敦火箭隊，換取史蒂夫·弗朗西斯（Steve Francis）、凯文·卡托（Kelvin Cato）及卡蒂诺·莫布里（Cuttino Mobley）。

### 休斯敦火箭隊（2004年-2010年）

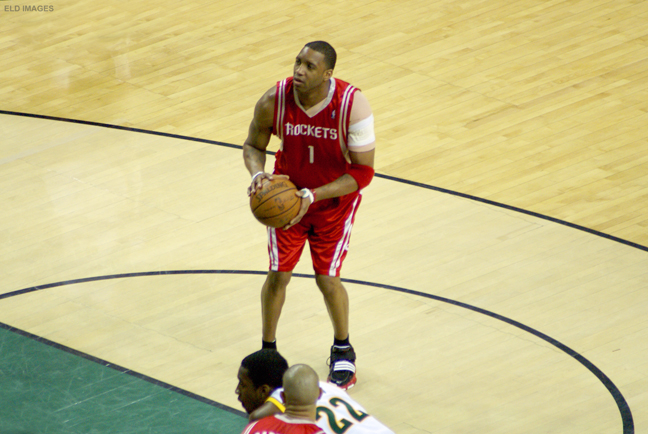
2004年，麥葛雷迪加盟了休斯顿火箭。

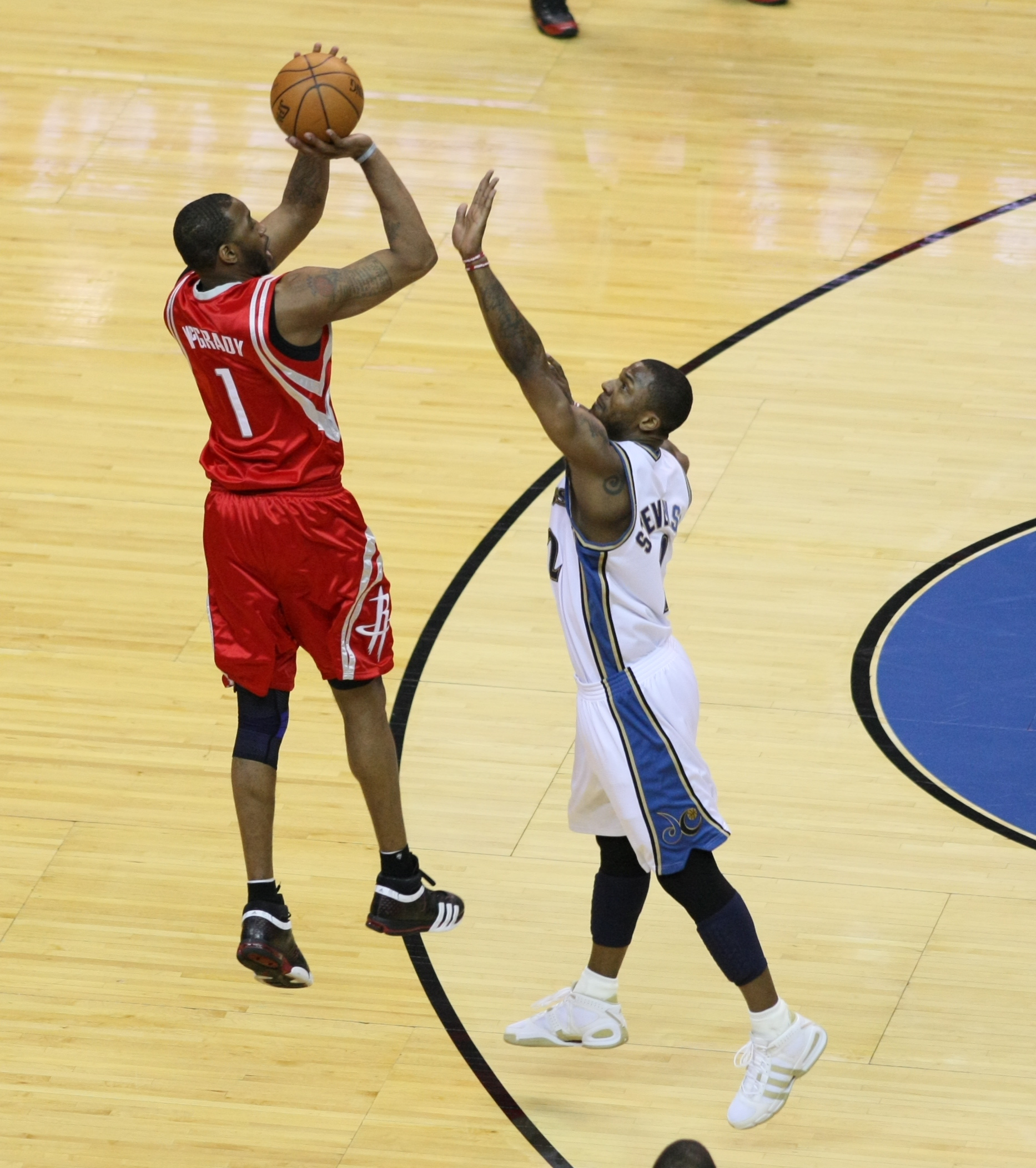
特雷西·麦克格雷迪對華盛頓巫師防守者的投籃.

麦克格雷迪被送到火箭隊時，許多人認為他與中鋒姚明的組合可以媲美2000-02年湖人三連霸時期的OK組合（奧尼爾與科比），再加上曾获得四次盖帽王的迪肯贝·穆托姆博，因此火箭隊在該年賽季開始前即被視為西區強隊之一。經過開季的一段適應和磨合期後，姚麥組合開始發揮威力，最重要的转折点便是2004年12月9日在对阵马刺的比赛中，麦迪在最后35秒连续命中4个三分包括1记3+1，率队81比80逆转取胜，也就是著名的“麦迪时刻”。麦克格雷迪不負眾望，2004-05整季上陣78場，取得場均25.7分、6.2籃板、5.7助攻、1.7抄截以及0.7阻攻的成績，並成為第一個能夠達到單賽季2000分、400籃板、400助攻的火箭球員。由於他的強勁得分火力以及姚明的日漸進步，火箭隊得以從上賽季的45勝37負進步至該賽季的51勝31負。這樣全面的成績，不但令他與姚明雙雙被選為明星賽西部先發球員，也讓他入選該賽季NBA最佳陣容第三隊。火箭季后赛首轮遭遇了同区劲敌小牛队，麦迪在第二场中贡献了隔扣对手2米29的中锋布拉德利的精彩镜头以及最后与姚明挡拆后的中投绝杀，帮助火箭113比111取胜，并获得系列赛2比0的领先优势，但之后联盟加紧了对姚明移动挡拆和走步违例的吹罚尺度，加之火箭替补席孱弱，被阵容深厚的小牛拖入抢七大战，抢七大战火箭在姚麦二人合砍60分的情况下，全队其他人合计只获得16分，被小牛以116比76狂胜40分淘汰出局。
經過風光的一個賽季，各界均對火箭隊的姚麥組合抱以更高的期望，認為經過一年的磨合，火箭隊將在2005-06年的賽季裏全力爭奪總冠軍。可惜該季隊中各人傷病纏身，身為核心球員的姚明和麦克格雷迪分別只上陣了57和47場，大大削弱了火箭隊的實力，結果該季火箭隊只以34勝48負作收，無緣進入季後賽。從麦克格雷迪缺陣期間，火箭只取得7勝28負的成績，便可見麦克格雷迪對火箭隊的重要性。
2006-07赛季，經過難堪的一季後，麦克格雷迪曾公開表示他已對競爭感到疲累，讓人憂慮他為球隊爭勝的決心。但隨著姚明的成長，麦克格雷迪甘願退居二線，充當姚明的副手，這種安排讓火箭隊的攻守威力大增，麦克格雷迪的助攻亦達到職業生涯新高的6.5次。而麦克格雷迪除繼續入選明星賽和年度第二隊外，也帶領球隊以52勝30負、西區第五的成績闖進季後賽。不過，與2005年的季後賽一樣，火箭隊在第一輪與爵士苦戰七場之後被淘汰出局，生涯出道至今仍未嘗季後賽第二輪的滋味，也有人挖苦地說這是他的首輪魔咒。

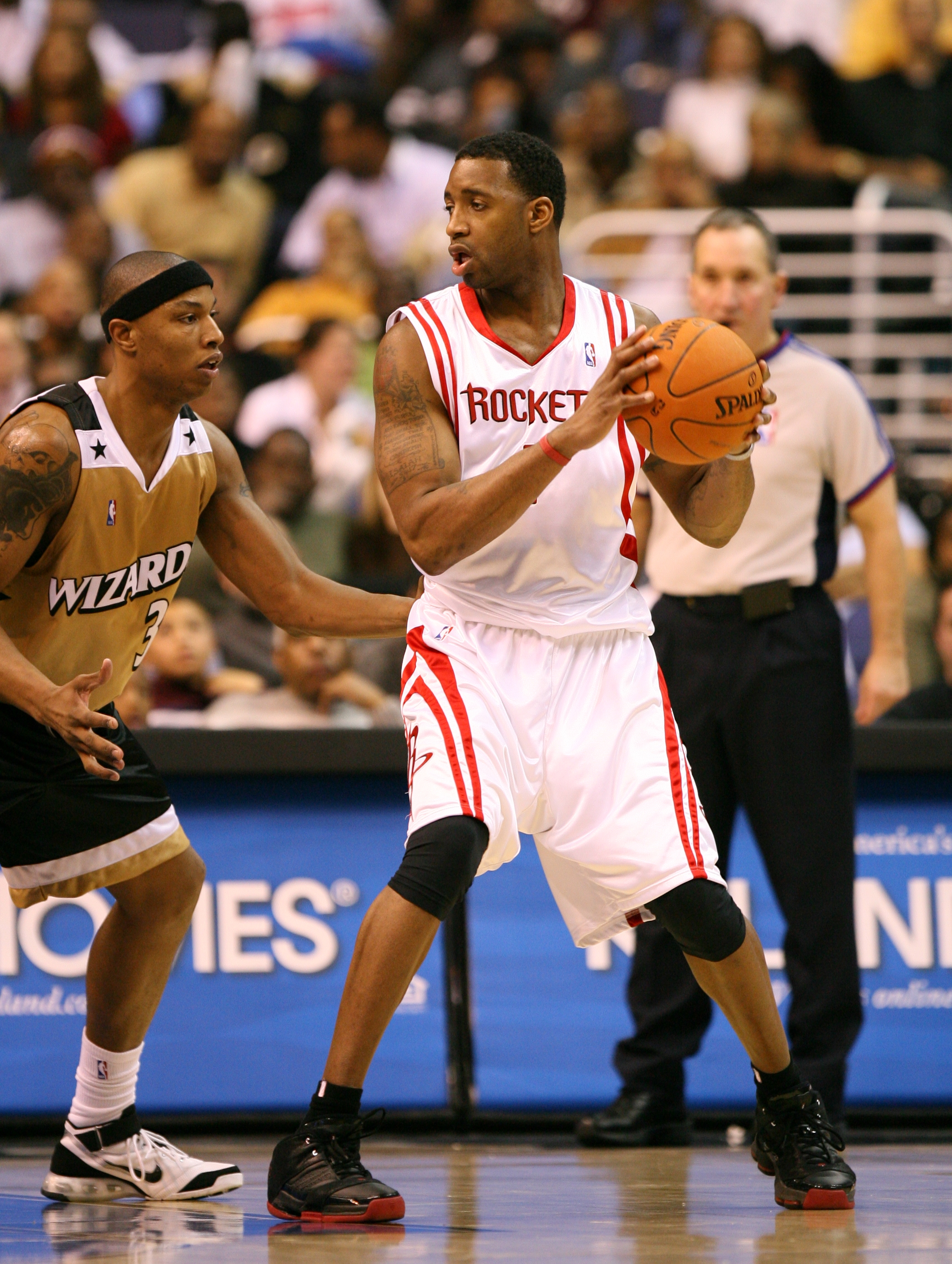
麦克格雷迪持球。

2007-08赛季，姚明在2008年2月24日火箭队获得第12场连胜后宣布因左脚伤势严重，无法出战该赛季剩余所有比赛包括季后赛，紧接着麦迪独自带队又取得了10场连胜，直到3月18日火箭74比94败给凯尔特人，火箭队总计取得22连胜，创造了当时NBA历史第二长的连胜记录，并最终取得54勝28負的戰績。麦迪也入选最佳阵容第三阵，这也是他生涯最后一次入选年度最佳阵容。季后赛开始前球隊眾多球員受傷（包括已经赛季报销的姚明和饱受肩伤、膝伤困扰的麦迪），麦迪在球队缺兵少将的困境下，毅然选择带伤出战季后赛首轮，再度对决去年的老对手爵士。在前五场2比3落后的情况下，第六场麦迪更是不顾队医劝阻，强行打封闭针上场比赛，砍下40分10篮板5助攻，但仍无力回天，火箭2比4惨遭淘汰，再次止步於第一輪，且連續兩年敗給爵士。这一年的伤病经历也彻底毁掉了麦迪的职业生涯，时年仅29岁的麦迪自此开始断崖式下滑，从超级巨星沦为边缘球员。
到了2008-09赛季，麦克格雷迪因傷只能參加35場比賽，并缺席了季后赛。但火箭隊的成績沒有因此下降，常規賽53勝29負的成績，排列在西岸第五，火箭隊在没有麦迪的情况下却打破季後賽第一輪宿命，4比2淘汰波特兰开拓者，成功打入西岸半決賽，最后3比4惜败给当季总冠军洛杉矶湖人。麦克格雷迪的個人數據也大幅下降，場均只能得到15.6分，命中率更只有38.8%。
2009年夏季，麦克格雷迪自行決定接受膝蓋微創手術後，進行緊密的訓練，期待新賽季再次帶領火箭隊征戰季後賽，亦希望為下一年取得一份好合同。但由於術後狀態下滑及與球隊戰術體系不符，他已確定2009-10賽季不會以火箭隊球員身份上場，並確定不會在下賽季留在火箭隊。

### 纽约尼克斯（2010年）

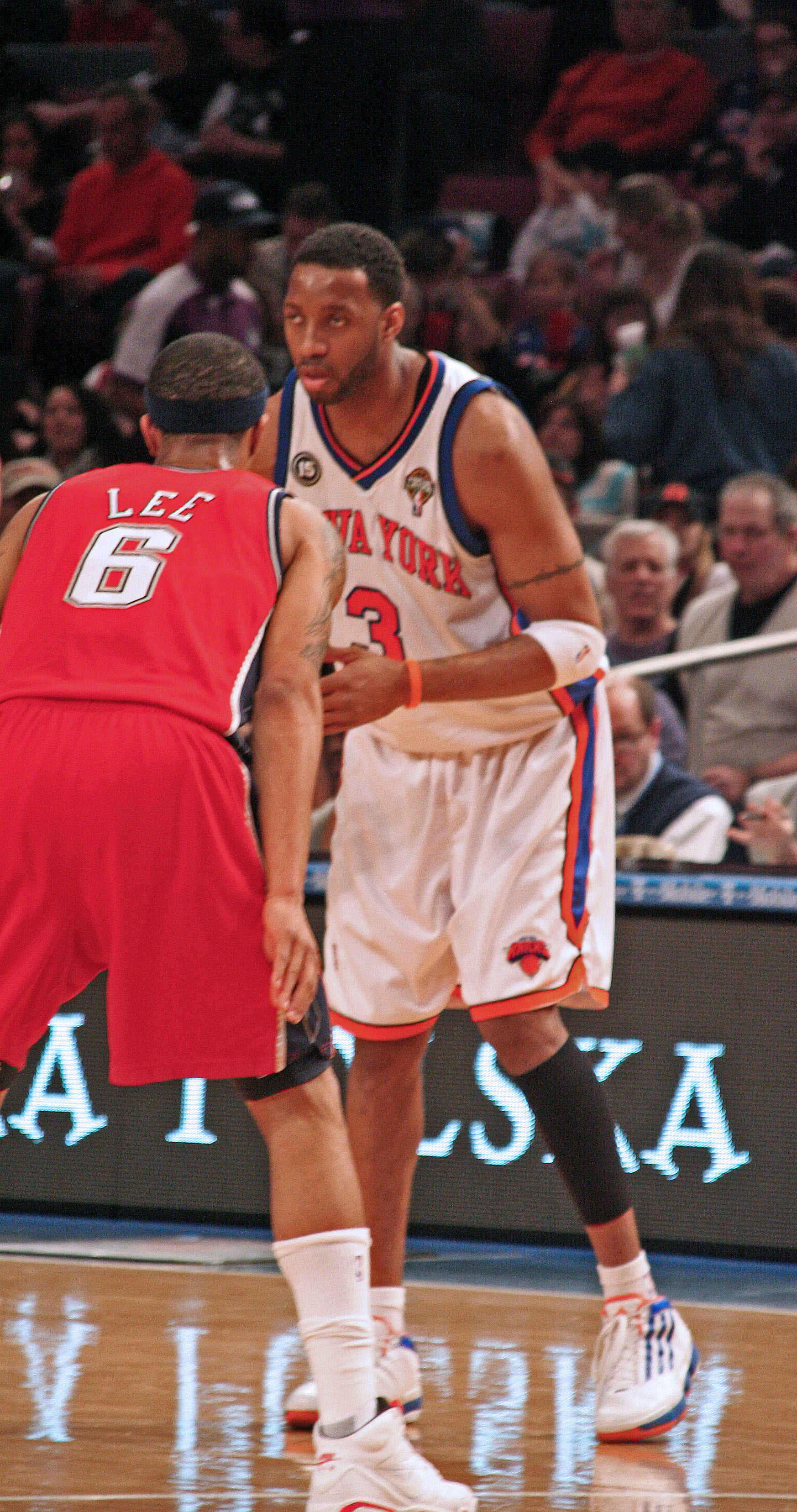
特雷西·麦克格雷迪加入了纽约尼克斯。

2010年2月19日，在一笔涉及九人的三方交易中被交易到纽约尼克斯。而他在纽约尼克斯仅得到場均9.4分，3.7籃板，3.9助攻，0.6抄截以及0.5阻攻的令人失望的数据。

### 底特律活塞隊（2010-2011年）
2010年8月10日。已成为自由球员的麦克格雷迪与底特律活塞签下了1年130万的合同。整个赛季，他場均上场23.4分钟能得到8.0分，3.5籃板，3.5助攻，0.9抄截以及0.5阻攻，赛季出场72次也是自2005年来最高。
2011年2月10日。面对已经25连败的骑士，虽然麦蒂只得到7分3次助攻2个篮板，但是凭着团队发挥，最后以103比94战胜骑士。不仅送给骑士26连败，还令他们再一次刷新了nba单赛季连败记录。

### 亞特蘭大老鷹隊（2011-2012年）
2011年12月8日。再度成為自由球員的麦克格雷迪与亞特蘭大老鷹隊签下了老将底薪合同。作為候補隊員，与新加盟的老将杰里·斯塔克豪斯和弗拉迪米尔·拉德马诺维奇，还有队长约什·史密斯共同征战2011-2012赛季,賽季初期顯現出復甦的跡象，多次在有限的上場時間打出全能的表現，但後期越來越不受重視，能力也受年齡和體力的限制，鮮有好的表現，
2012年1月3日，麦克格雷迪率领老鹰队在客场上演惊天逆转胜，以100比92战胜热火，终结了对手的5连胜。本场比赛，麦克格雷迪在26分钟的出场时间里拿下16分、7个篮板和4次助攻，而在他的数据中，13分和4次助攻都来自关键的第四节。几乎复制了当初的神话。
2012年2月10日。由于霍福德左侧胸肌撕裂，可能会缺席本赛季常规赛的全部比赛。而科林斯在2月2日扭伤了左手手肘，可能还要缺席将近两周的时间，所以老鹰队宣布签下96年黄金一代成员之一的埃里克·丹皮尔。但是，丹皮尔十天短合同已经到期。按照规定，如果老鹰想继续留用丹皮尔，就必须将合同签到赛季结束。考虑到大个球员不可多得，而且他是表现不错的。不过由于深受伤病困扰，老鹰最终还是决定留用丹皮尔。成为麦克格雷迪打破首轮魔咒不可缺少的武器，斯塔克豪斯也很高兴再次和曾经的小牛队队友丹皮尔并肩作战。
2012年4月27日。老鷹队以106比89战胜小牛队，以40胜26负排名东部第五再次杀入季後賽。这也是麦克格雷迪第8次杀入季後賽，但是他们遭遇東區傳統勁旅波士顿凯尔特人。當時凯尔特人陣中拥有四位全明星：凯文·加内特，保罗·皮尔斯和雷·阿伦，还有拉简·朗多。而老鹰这边，麦克格雷迪，斯塔克豪斯，丹皮尔和拉德马诺维奇已经是临近职业生涯末期的老将了。
2012年5月9日。隆多在终场前9.9秒抢断得手，凯尔特人有四节都投中压哨球的机会，可惜皮尔斯在关键时刻失误，最后老鹰以87比86险胜凯尔特人。多亏了霍福德和丹皮尔的防守，麦克格雷迪也总算松了一口气。
2012年5月11日。凯尔特人主场以83比80击败老鹰，也宣告老鷹在首輪以2比4被淘汰，麦克格雷迪繼續著他的所謂“首輪魔咒”。整季交出5.3分、2.9個籃板、2.1次助攻和45.5%的三分命中率的成績單。

### 青岛双星队（2012-2013年）
2012年10月10日，麦克格雷迪在其个人Facebook上正式宣布离开NBA，加盟中国篮球职业联赛（CBA）球队青岛双星。在青岛队，他将身穿9号球衣。

在2012-13赛季中职篮联赛，麦克格雷迪场均出战31.6分钟，得到25.0分7.2篮板和5.1次助攻。其巨大的个人影响力甚至使很多CBA球队的主场球迷倒戈，为客场作战的青岛队助威。但青岛队成绩却一落千丈，开赛打出12连败，最终以8胜24负勉强收官。麦克格雷迪是2013年CBA全明星赛的票王，但其却宣布退出该项赛事。

### 聖安東尼奧馬刺隊（2013年）
2013年4月16日，据雅虎體育報導，麦克格雷迪已經與馬刺签约至12-13赛季结束，顶替之前因为违纪被马刺裁掉的摇摆人斯蒂芬·傑克遜。在馬刺队中，他將穿回1號球衣。

4月28日，麦克格雷迪在西部首轮第四场马刺客场对阵湖人的比赛的最后5分15秒替补上场，这是他自16日与马刺签约后第一次正式登场，马刺以103-82战胜湖人从而4-0横扫对手晋级下一轮。这也是麦克格雷迪NBA职业生涯第一次跟随所在球队晋级分区半决赛。

5月28日，马刺在客场以93-86击败灰熊，从而在西区决赛以4-0的总比分横扫对手，晋级总决赛。这是麦克格雷迪职业生涯第一次随队进入总决赛。
6月20日，马刺88-95输给热火，以3-4的比分输掉2013年NBA总决赛。麦克格雷迪遗憾地结束了自己生涯唯一一次总决赛之旅。2013年季后赛期间，麦迪总共为马刺替补上阵6场，没有得分，场均贡献1.3篮板、1.2助攻和0.5盖帽。

### 从NBA退役
西元2013年8月26日，麦克格雷迪突然在ESPN上发表简短声明，宣布正式从NBA退役，不过他并没有完全从职业篮坛退出，极有可能再度赴海外打球。
他在声明中隐晦地表示自己并不愿意继续像在NBA最后三年一样“在精神上被拒之于球场之外”而无法获得应有的角色定位。他16年的NBA生涯中，常规赛场均获得19.6分、5.6篮板和4.4助攻，季后赛场均获得22.2分、5.7篮板和5.0助攻。

## 国家队经历
由于2002年男篮世锦赛中，美国“梦五队”遭遇滑铁卢，仅获第六，失去了直接晋级2004年雅典奥运会的资格，也让美国篮坛受到了极大的刺激。因此美国男篮需要在2003年夏天参加美洲男篮锦标赛获得前三名才能进军雅典，麦迪与邓肯、艾弗森、卡特、雷·阿伦、布兰德、迈克·毕比等NBA大牌球星共同入选这一届美国男篮，被称为“梦5.5队”，这支星光熠熠的无敌之师在赛事中轻松夺冠，也一度被认为是下一年“梦六队”在雅典重回世界之巅的主要班底。
2004年奥运会开赛前，由于雅典在赛事期间可能遭受恐怖袭击的传闻甚嚣尘上，美国男篮03年“梦5.5队”阵容分崩离析，原来名单中的12人有10人因安保原因选择退出国家队，其中就包括麦迪。

## 美國職棒
2014年2月4日，與美國獨立聯盟的糖城蚊子隊（Sugar Land Skeeters）簽約，成為職業棒球員。守備位置為投手，开始长达两个月的棒球训练。
2014年4月17日，麦克格雷迪完成了棒球首秀，帮助蚊子队10比1大胜阿尔文海豚队。
2014年4月23日，糖城蚊子棒球队正式宣布，与麦克格雷迪达成加盟协议，正式进入了球队的轮换阵容，
2014年5月4日，魔术双子星-麦克格雷迪和希尔一起和队友进行大规模的训练。
2014年5月7日，糖城蚊子以0比4不敌兰开斯特，麦克格雷迪无缘上场出战，只能坐在场下观战。
2014年5月11日，在对阵萨莫斯特爱国者的比赛中作为投手首发出场，表现并不算出色。共投35球，其中18好17坏，被对手得了两分。自责分率为10.87。最后蚊子队以3比5不敌爱国者队。

## NBA職業生涯數據

### NBA例行賽平均數據
| 賽季      | 球隊         | 出場數 | 先發 | 時間(分鐘) | 命中率(%) | 三分命中率(%) | 罰球命中率(%) | 籃板 | 助攻 | 抄截 | 阻攻 | 失誤 | 犯規 | 得分 |
| --------- | ------------ | ------ | ---- | ---------- | --------- | ------------- | ------------- | ---- | ---- | ---- | ---- | ---- | ---- | ---- |
| 1997-1998 | 多倫多暴龍   | 64     | 17   | 18.4       | 45.0      | 34.1          | 71.2          | 4.2  | 1.5  | 0.7  | 0.9  | 1.0  | 1.3  | 7.0  |
| 1998-1999 | 多倫多暴龍   | 49     | 2    | 22.6       | 43.6      | 22.9          | 72.6          | 5.6  | 2.3  | 1.0  | 1.3  | 1.6  | 1.9  | 9.3  |
| 1999-2000 | 多倫多暴龍   | 79     | 34   | 31.2       | 45.1      | 27.7          | 70.7          | 6.4  | 3.3  | 1.1  | 1.9  | 2.0  | 2.5  | 15.4 |
| 2000-2001 | 奧蘭多魔術   | 77     | 77   | 40.1       | 45.7      | 35.5          | 73.3          | 7.5  | 4.6  | 1.5  | 1.5  | 2.5  | 2.1  | 26.8 |
| 2001-2002 | 奧蘭多魔術   | 76     | 76   | 38.3       | 45.1      | 36.4          | 74.8          | 7.9  | 5.3  | 1.5  | 0.9  | 2.4  | 1.8  | 25.6 |
| 2002-2003 | 奧蘭多魔術   | 75     | 74   | 39.4       | 45.7      | 38.6          | 79.3          | 6.5  | 5.5  | 1.6  | 0.7  | 2.6  | 2.1  | 32.1 |
| 2003-2004 | 奧蘭多魔術   | 67     | 67   | 39.9       | 41.7      | 33.9          | 79.6          | 6.0  | 5.5  | 1.3  | 0.6  | 2.6  | 1.9  | 28.0 |
| 2004-2005 | 休士頓火箭   | 78     | 78   | 40.8       | 43.1      | 32.6          | 77.4          | 6.2  | 5.7  | 1.7  | 0.6  | 2.5  | 2.1  | 25.7 |
| 2005-2006 | 休士頓火箭   | 47     | 47   | 37.1       | 40.6      | 31.2          | 74.7          | 6.6  | 4.8  | 1.2  | 0.8  | 2.5  | 1.9  | 24.4 |
| 2006-2007 | 休士頓火箭   | 71     | 71   | 35.8       | 43.1      | 33.1          | 70.7          | 5.3  | 6.5  | 1.3  | 0.5  | 3.0  | 1.9  | 24.6 |
| 2007-2008 | 休士頓火箭   | 66     | 62   | 37.0       | 41.9      | 29.2          | 68.4          | 5.1  | 5.9  | 1.0  | 0.4  | 2.4  | 1.4  | 21.6 |
| 2008-2009 | 休士頓火箭   | 35     | 35   | 33.7       | 38.8      | 37.6          | 80.1          | 4.4  | 5.0  | 1.2  | 0.4  | 1.9  | 1.1  | 15.6 |
| 2009-2010 | 休士頓火箭   | 6      | 0    | 7.7        | 36.8      | 50.0          | 66.7          | 0.8  | 1.0  | 0.0  | 0.3  | 0.1  | 0.3  | 3.2  |
| 2009-2010 | 纽约尼克     | 24     | 24   | 26.1       | 38.9      | 24.2          | 75.4          | 3.7  | 3.9  | 0.6  | 0.5  | 1.7  | 1.6  | 9.4  |
| 2010-2011 | 底特律活塞   | 72     | 39   | 23.4       | 44.2      | 34.1          | 69.8          | 3.5  | 3.5  | 0.9  | 0.4  | 1.4  | 1.4  | 8.0  |
| 2011-2012 | 亚特兰大老鹰 | 52     | 0    | 16.1       | 43.7      | 45.5          | 67.5          | 2.9  | 2.1  | 0.3  | 0.2  | 1.0  | 0.7  | 5.3  |
| 職業生涯  |              | 938    | 703  | 32.7       | 43.5      | 33.8          | 74.6          | 5.6  | 4.4  | 1.2  | 0.9  | 2.2  | 1.8  | 19.6 |
| 全明星賽  |              | 7      | 6    | 24.4       | 50.0      | 35.1          | 61.9          | 3.0  | 3.9  | 1.6  | 0.4  | 2.0  | 0.9  | 17.1 |

### NBA例行賽總數據
| 賽季      | 球隊         | 出場數 | 先發 | 時間(分鐘) | 命中-出手  | 三分命中-出手 | 罰球命中-出手 | 籃板 | 助攻 | 抄截 | 阻攻 | 失誤 | 犯規 | 得分  |
| --------- | ------------ | ------ | ---- | ---------- | ---------- | ------------- | ------------- | ---- | ---- | ---- | ---- | ---- | ---- | ----- |
| 1997-1998 | 多倫多暴龍   | 64     | 17   | 1179       | 179-398    | 14-41         | 79-111        | 269  | 98   | 49   | 61   | 66   | 86   | 451   |
| 1998-1999 | 多倫多暴龍   | 49     | 2    | 1106       | 168-385    | 8-35          | 114-157       | 278  | 113  | 52   | 66   | 80   | 94   | 458   |
| 1999-2000 | 多倫多暴龍   | 79     | 34   | 2462       | 459-1018   | 18-65         | 277-392       | 501  | 263  | 90   | 151  | 160  | 201  | 1213  |
| 2000-2001 | 奧蘭多魔術   | 77     | 77   | 3087       | 788-1724   | 59-166        | 430-587       | 580  | 352  | 116  | 118  | 198  | 160  | 2065  |
| 2001-2002 | 奧蘭多魔術   | 76     | 76   | 2912       | 715-1586   | 103-283       | 415-555       | 597  | 400  | 119  | 73   | 189  | 139  | 1948  |
| 2002-2003 | 奧蘭多魔術   | 75     | 74   | 2954       | 829-1813   | 173-448       | 576-726       | 488  | 411  | 124  | 59   | 195  | 156  | 2407  |
| 2003-2004 | 奧蘭多魔術   | 67     | 67   | 2675       | 653-1566   | 174-513       | 398-500       | 402  | 370  | 93   | 42   | 179  | 129  | 1878  |
| 2004-2005 | 休士頓火箭   | 78     | 78   | 3182       | 715-1660   | 142-435       | 431-557       | 484  | 448  | 135  | 52   | 201  | 167  | 2003  |
| 2005-2006 | 休士頓火箭   | 47     | 47   | 1745       | 410-1011   | 73-234        | 254-340       | 307  | 225  | 59   | 41   | 120  | 88   | 1147  |
| 2006-2007 | 休士頓火箭   | 71     | 71   | 2539       | 638-1480   | 126-381       | 345-488       | 378  | 458  | 92   | 36   | 213  | 136  | 1747  |
| 2007-2008 | 休士頓火箭   | 66     | 62   | 2440       | 548-1307   | 86-295        | 245-358       | 339  | 387  | 68   | 30   | 160  | 91   | 1427  |
| 2008-2009 | 休士頓火箭   | 35     | 35   | 1181       | 188-485    | 44-117        | 125-156       | 154  | 175  | 42   | 15   | 69   | 38   | 545   |
| 2009-2010 | 休士頓火箭   | 6      | 0    | 46         | 7-19       | 1-2           | 4-6           | 5    | 6    | 0    | 2    | 1    | 2    | 19    |
| 2009-2010 | 纽约尼克     | 24     | 24   | 627        | 84-216     | 15-62         | 43-57         | 89   | 93   | 15   | 12   | 43   | 38   | 226   |
| 2010-2011 | 底特律活塞   | 72     | 39   | 1686       | 227-514    | 30-88         | 90-129        | 251  | 252  | 66   | 34   | 101  | 101  | 574   |
| 2011-2012 | 亚特兰大老鹰 | 52     | 0    | 837        | 101-231    | 15-33         | 56-83         | 154  | 110  | 16   | 15   | 53   | 35   | 273   |
| 職業生涯  |              | 938    | 703  | 30658      | 6709-15413 | 1081-3198     | 3882-5202     | 5276 | 4161 | 1136 | 807  | 2029 | 1661 | 18381 |
| 全明星賽  |              | 7      | 6    | 171        | 47-94      | 13-37         | 13-21         | 21   | 27   | 11   | 3    | 14   | 6    | 120   |

### NBA季後賽平均數據
| 賽季      | 球隊           | 出場數 | 先發 | 時間(分鐘) | 命中率(%) | 三分命中率(%) | 罰球命中率(%) | 籃板 | 助攻 | 抄截 | 阻攻 | 失誤 | 犯規 | 得分 |
| --------- | -------------- | ------ | ---- | ---------- | --------- | ------------- | ------------- | ---- | ---- | ---- | ---- | ---- | ---- | ---- |
| 1999-2000 | 多倫多暴龍     | 3      | 3    | 37.0       | 38.6      | 28.6          | 87.5          | 7.0  | 3.0  | 1.0  | 1.0  | 3.3  | 3.3  | 16.7 |
| 2000-2001 | 奧蘭多魔術     | 4      | 4    | 44.5       | 41.5      | 20.0          | 81.6          | 6.5  | 8.3  | 1.7  | 1.2  | 2.0  | 2.8  | 33.8 |
| 2001-2002 | 奧蘭多魔術     | 4      | 4    | 44.5       | 46.2      | 31.3          | 73.9          | 6.3  | 5.5  | 0.5  | 1.7  | 3.2  | 2.8  | 30.8 |
| 2002-2003 | 奧蘭多魔術     | 7      | 7    | 44.0       | 44.8      | 34.0          | 77.3          | 6.7  | 4.7  | 2.0  | 0.8  | 3.7  | 2.3  | 31.7 |
| 2004-2005 | 休士頓火箭     | 7      | 7    | 43.0       | 45.6      | 37.0          | 82.4          | 7.4  | 6.7  | 1.5  | 1.4  | 3.7  | 2.9  | 30.7 |
| 2006-2007 | 休士頓火箭     | 7      | 7    | 40.0       | 39.4      | 25.0          | 73.7          | 5.8  | 7.3  | 0.7  | 0.8  | 3.0  | 1.7  | 25.3 |
| 2007-2008 | 休士頓火箭     | 6      | 6    | 41.2       | 42.5      | 20.8          | 62.3          | 8.2  | 6.8  | 1.5  | 0.8  | 3.0  | 1.3  | 27.0 |
| 2011-2012 | 亚特兰大老鹰   | 6      | 0    | 15.0       | 38.5      | 0.0           | 83.3          | 2.8  | 1.0  | 0.0  | 0.3  | 1.6  | 0.7  | 4.2  |
| 2012-2013 | 聖安東尼奧馬刺 | 6      | 0    | 5.2        | 0.0       | 0.0           | 0.0           | 1.4  | 1.2  | 0.3  | 0.5  | 0.3  | 0.2  | 0.0  |
| 職業生涯  |                | 50     | 38   | 34.5       | 42.6      | 29.0          | 75.7          | 5.8  | 5.0  | 1.1  | 0.9  | 2.7  | 1.9  | 22.2 |

### NBA季後賽總數據
| 賽季      | 球隊           | 出場數 | 先發 | 時間(分鐘) | 命中-出手 | 三分命中-出手 | 罰球命中-出手 | 籃板 | 助攻 | 抄截 | 阻攻 | 失誤 | 犯規 | 得分 |
| --------- | -------------- | ------ | ---- | ---------- | --------- | ------------- | ------------- | ---- | ---- | ---- | ---- | ---- | ---- | ---- |
| 1999-2000 | 多倫多暴龍     | 3      | 3    | 111        | 17-44     | 2-7           | 14-16         | 21   | 9    | 3    | 3    | 10   | 10   | 50   |
| 2000-2001 | 奧蘭多魔術     | 4      | 4    | 178        | 51-123    | 2-10          | 31-38         | 26   | 33   | 7    | 5    | 8    | 11   | 135  |
| 2001-2002 | 奧蘭多魔術     | 4      | 4    | 178        | 42-91     | 5-16          | 34-46         | 25   | 22   | 2    | 7    | 13   | 11   | 123  |
| 2002-2003 | 奧蘭多魔術     | 7      | 7    | 308        | 74-165    | 16-47         | 58-75         | 47   | 33   | 14   | 6    | 26   | 16   | 222  |
| 2004-2005 | 休士頓火箭     | 7      | 7    | 301        | 78-171    | 17-46         | 42-51         | 52   | 47   | 11   | 10   | 26   | 20   | 215  |
| 2006-2007 | 休士頓火箭     | 7      | 7    | 280        | 63-160    | 9-36          | 42-57         | 41   | 51   | 5    | 6    | 21   | 12   | 177  |
| 2007-2008 | 休士頓火箭     | 6      | 6    | 247        | 62-146    | 5-24          | 33-53         | 49   | 41   | 9    | 5    | 18   | 8    | 162  |
| 2011-2012 | 亚特兰大老鹰   | 6      | 0    | 90         | 10-26     | 0-4           | 5-6           | 17   | 6    | 0    | 2    | 10   | 4    | 25   |
| 2012-2013 | 聖安東尼奧馬刺 | 6      | 0    | 31         | 0-7       | 0-3           | 0-0           | 8    | 7    | 2    | 3    | 2    | 1    | 0    |
| 職業生涯  |                | 50     | 38   | 1724       | 397-933   | 56-193        | 259-342       | 286  | 249  | 53   | 47   | 134  | 93   | 1109 |

- 註釋:

1.粗體字為職業生涯最高。

## NBA生涯榮譽
- 2× NBA得分王: 2003 (32.1), 2004 (28.0)
- 7× NBA明星賽: 2001, 2002, 2003, 2004, 2005, 2006, 2007
- 7× NBA最佳陣容:

- 第一隊: 2002, 2003
- 第二隊: 2001, 2004, 2007
- 第三隊: 2005, 2008

- NBA最佳進步球員: 2001

### 奧蘭多魔術紀錄保持
- 單場最多得分（62分，2004年3月10日對華盛頓巫師）
- 半場最多得分（37分，2003年3月9日對丹佛金塊上半場）
- 單節最多得分（25分，2003年3月9日對丹佛金塊第二節）
- 季後賽最多得分（46分（同德怀特·霍华德），2003年季後賽東岸第一輪對底特律活塞第二戰）
- 半場最多三分球（8個，2004年1月26日對克里夫蘭騎士）

## 籃球生涯大事記
- USA Today 1997年度最佳球員；
- USA Today 20世紀高中最強第2隊成員；
- 1996年阿迪達斯ABCD訓練營MVP；
- 北卡罗来那州1997年度最佳高中球员；
- 1997年10月31日，首次在NBA亮相，对手是迈阿密热队；
- 1997年12月31日，对华盛顿奇才队，首次在NBA首发出场，得到13分，5个篮板；
- 1998年全明星周末新秀大赛，出场10分钟，得到9分；
- NBA歷史上第一位高中生得分王；
- NBA聖誕大戰得分王（場均43.3分）；
- NBA單賽季蓋帽總數和平均蓋帽數最多的後衛球員（99-00賽季，總數151次，平均1.9次）；
- 2000-2001賽季NBA進步最快球員（得票率59.68％）；
- 2001-2007年連續7年入選NBA全明星賽（2003年東部票王）；
- 2000年全明星扣籃大賽季軍（冠軍文斯·卡特，亞軍史蒂夫·弗朗西斯）；
- 2001年，第一次參加全明星賽，並且獲得首發出場的機會；
- 2003年總經理投票最有運動能力球員，2002-2005年總經理投票聯盟最佳小前鋒；
- 2次NBA第一陣容（01-02前鋒/02-03後衛），3次NBA第二陣容（00-01後衛/03-04後衛/06-07後衛），2次NBA第三陣容（04-05前鋒/07-08後衛）；
- 2000-2001賽季MVP票選第六、2001-2002赛季MVP票選第四、2002-2003赛季MVP票選第四、2004-2005赛季MVP票選第七、2006-2007赛季MVP票選第六、2007-2008赛季MVP票選第八；
- 2003年2月21日，面對昔日王朝公牛隊三節不到狂砍52分，第三節後段到整個第四節（用時33分鐘）就再也沒過場；
- 2003年3月9日，T-Mac繼續延瘋狂表演以一己之力擊敗丹佛金塊，上場31分鐘砍了43分，其中上半場37分，第二節單節25分都打破了布碌士·湯馬臣（Brooks Thompson）、沙奎尔·奥尼尔保持的球隊記錄，也是NBA10年來最瘋狂的一次半場得分表演；
- 2004年1月26日，魔術客場98：99惜敗騎士，T-Mac上场25分鐘砍下36分（半場34分），在第三節快攻上籃中扭傷腳踝離場。本場比賽T-Mac三分線外手感發燙8中8，平了當时NBA的半場三分球紀錄；
- 2004年3月12日，當時在奧蘭多魔術隊效力的T-Mac在對陣華盛頓巫師隊的比賽中，成為繼沙奎尔·奥尼尔之後又一位60分俱樂部成员。開場前18分鐘，T-Mac得到24分，巫師全隊才23分。可惜第四節體力不繼的T-Mac罰球僅11投1中，得到職業生涯迄今的最高分62分；
- 2004年12月9日對戰馬刺隊，在比賽最後35秒，獨自獲得13分帶領休斯頓火箭隊以81:80反敗為勝（4記三分球外加1記罰球），堪稱NBA史上經典逆轉勝演出之一；[3]
- 2006年全明星賽得到全場最高的36分，但錯失制勝球導致球隊失利，最終東部明星队的雷霸龍·詹姆士榮獲MVP；
- 2007-2008賽季中期率領休斯頓火箭隊取得隊史最長也是NBA歷史第3長的22連勝；
- 2012年休斯頓火箭隊官網評選出了過去10年當中球隊最佳陣容，麥基迪攜手姚明共同入選；
- 2013年隨聖安東尼奧馬刺隊晉級NBA總決賽，可惜搶七大戰中惜敗給邁阿密熱火隊，T-Mac與總冠軍擦肩而過。

## 球员琐事
- NBA球星文斯·卡特的远房表亲，两人高中时才在一次家庭聚会中知道对方是自己的亲戚，确切关系应为卡特的曾祖父或外曾祖父是麦迪祖母或外祖母的兄弟，所以严格意义来说两人虽年龄相仿，但实际是远房表叔侄；
- 生涯早期常和NBA好友科比·布萊恩一起練球；
- NBA好友艾倫·艾佛森誇讚過其職業精神；
- NBA球星格蘭特·希爾誇讚過其籃球天賦最佳；
- NBA球星凱文·杜蘭特的籃球偶像；
- 愛迪達BIG3與BIG5成員；
- 電腦遊戲NBA Live 07封面代言人；
- 最喜欢的演员是金·凱瑞和馬汀·勞倫斯；
- 最喜欢的食物是母亲做的面条和肉丸；
- 最想交手的球員：顛峰時期的史考提·皮朋；
- 被媒體比較最多的對象和模版：猛龍時期史考提·皮朋，魔術時期喬治·格文；
- 最美好的體育運動中的記憶：35秒13分；
- 最喜歡打球的球場：麥迪遜廣場花園；
- 自己最難防守的球員：德克·诺维茨基；
- 自己拿球時面對的最困難的對位：聖安東尼奧馬刺隊；
- 选秀时曾有机会被交易到芝加哥公牛隊，但麥可·喬丹以退役為威胁阻止了公牛经理克劳斯拿史考提·皮朋交换灰熊4号签的交易。
- 创立美国路人王篮球赛OBL

## 球衣号码
到目前为止，麦克格雷迪的球衣号码一共有四个。
1号。在蒙特锡安山基督学院，他的号码是1号。因为麦克格雷迪要追随他的偶像安芬尼·哈达威，麦迪曾经表示因为他永远希望成为NO.1。在阿迪达斯球员训练营中，有这么一个规矩，号码按照实力来分。可当时的麦蒂并不知情，刚刚进去时身披175号球衣，后来问了教练，明白了号码的含义。出去时他的号码就变成一号。在nba大部分都穿上1号球衣，2010年加盟底特律活塞的时候，他就把1号球衣重新穿上来了。
3号。在09-10赛季中期，麦迪向联盟提交了换号申请，并获得了联盟的批准。NBA在号码更换方面有严格规定，一名球员在没有转会其他球队的情况下不可以随意更改球衣号码。若想换号，必须使用同一个号码比赛至少四年。3号是麦蒂高中时的号码，这次麦蒂换成3号，一个重要原因是为了推广他的“三分援助计划，也想让大家来关注他的“达尔富尔梦之队”和“3分”的纪录片。“达尔富尔梦之队”共有3位队长，包括麦蒂、尼克斯的拜伦·戴维斯和雷霆控卫德里克·费舍尔，至于片名“三分”，它包含着两层含义。其一是它的本义三分球，其二则是对抗种族灭绝的三种办法：和平（Peace）、保护（Protection）和惩罚（Punishment）。该影片的目的在于引起人们对于此问题的广泛关注，以吸取资金来救助当地的人们。
6号。这是麦克格雷迪在2003年，代表美国梦之队参加美洲男篮锦标赛的号码。
9号。麦克格雷迪在中国的幸运号码，cba青岛双星所穿上的号码，也是为了纪念他在选秀大会时的顺位。

## 联盟好友和家庭关系
- 家人：祖父-埃迪·麦克格雷迪（2007年因重病医治无效去世）、表哥-卡罗·约翰逊（2005年因重病医治无效去世）、表弟-里杨（97年打篮球时因突发哮喘病去世）、弟弟-钱斯、远房表亲-文斯·卡特
- 高中同学：亨利·安德鲁（97年因车祸身亡）
- 朋友：格兰特·希尔、朱万·霍华德（昵称霍二叔，在魔术队和火箭队是队友，现为热火队助理教练）、格兰特兄弟、科林斯兄弟（弟弟贾伦目前下落不明，哥哥贾森是首位nba同性恋球员，效力于布鲁克林篮网队）、偶像-安芬尼·哈达威、
- 多伦多猛龙队友：小飞鼠-斯塔德迈尔、克里斯蒂、凯文·威利斯、约翰·华莱士、戴尔·库里（金州勇士队后卫斯蒂芬·库里的父亲）、安东尼奥·戴维斯、奥克利、坎比、比卢普斯、
- 奥兰多魔术队友：迈克·米勒、大猩猩-尤因（有一个儿子叫尤因二世，目前在发展联盟打球）、雨人-坎普、古登、达雷尔·阿姆斯特朗、
- 休斯顿火箭队友：姚明、巴蒂尔、斯科拉、弗朗西斯、穆托姆博（绰号非洲大山，喜欢摇手指）、海德、阿尔斯通（街球王）、大卫·韦斯利、鲍比·杰克逊、
- 美国篮球队友：蒂姆·邓肯、阿伦·艾弗森、雷·阿伦、埃尔顿·布兰德、迈克·毕比